# Antarchaea digramma
Antarchaea digramma là một loài bướm đêm trong họ Noctuidae.